# Uljaste (Sonda)
Uljaste est un village de la Commune de Sonda du Comté de Viru-Est en Estonie.
Au 31 décembre 2011, il n'a plus d' habitant.